# Lijst van voetbalinterlands China - Myanmar
Deze lijst van voetbalinterlands is een overzicht van alle officiële voetbalwedstrijden tussen de nationale teams van China en Myanmar (voormalig Birma). De landen speelden tot op heden elf keer tegen elkaar. De eerste ontmoeting, een vriendschappelijke wedstrijd, werd gespeeld in Rangoon op 27 juni 1957.  Het laatste duel, eveneens een vriendschappelijke wedstrijd, vond plaats op 16 juni 2023 in Dalian.

## Wedstrijden
| №  | Plaats       | Datum            | Competitie           | Wedstrijd       | Uitslag |
| -- | ------------ | ---------------- | -------------------- | --------------- | ------- |
| 1  | Rangoon      | 27 juni 1957     | Vriendschappelijk    | Birma – China   | 2 – 1   |
| 2  | Rangoon      | 14 januari 1963  | Vriendschappelijk    | Birma – China   | 0 – 3   |
| 3  | Rangoon      | 20 januari 1963  | Vriendschappelijk    | Birma − China   | 2 − 1   |
| 4  | Beijing      | 4 september 1963 | Vriendschappelijk    | China − Birma   | 4 − 0   |
| 5  | Beijing      | 21 januari 1997  | Vriendschappelijk    | China − Myanmar | 5 − 0   |
| 6  | Guangzhou    | 17 maart 2004    | Vriendschappelijk    | China − Myanmar | 2 − 0   |
| 7  | Foshan       | 21 oktober 2007  | WK 2010 kwalificatie | China − Myanmar | 7 − 0   |
| 8  | Kuala Lumpur | 28 oktober 2007  | WK 2010 kwalificatie | Myanmar − China | 0 − 4   |
| 9  | Nanjing      | 26 mei 2017      | Vriendschappelijk    | China − Myanmar | 1 − 0   |
| 10 | Chengde      | 30 augustus 2019 | Vriendschappelijk    | China − Myanmar | 4 − 1   |
| 11 | Dalian       | 16 juni 2023     | Vriendschappelijk    | China − Myanmar | 4 − 0   |

## Samenvatting
| Competitie        | Totaal gespeeld | Winst China | Gelijk | Winst Myanmar | Doelsaldo China – Myanmar |
| ----------------- | --------------- | ----------- | ------ | ------------- | ------------------------- |
| WK-kwalificatie   | 2               | 2           | 0      | 0             | 11 − 0                    |
| Vriendschappelijk | 9               | 7           | 0      | 2             | 25 − 5                    |
| Totaal            | 11              | 9           | 0      | 2             | 36 – 5                    |

Wedstrijden bepaald door strafschoppen worden, in lijn met de FIFA, als een gelijkspel gerekend.